# Ed Brandenburg
Pour les articles homonymes, voir Brandenburg (homonymie).
Ed Brandenburg est un acteur américain de second plan né le 15 mai 1896 au Kentucky (États-Unis) et mort le 21 janvier 1969 à San Gabriel en Californie.

## Filmographie sélective
- 1936 C'est donc ton frère (Our Relations) de Harry Lachman
- 1937 Laurel et Hardy au Far West (Way Out West)) de James W. Horne
- 1938 Les montagnards sont là (Swiss Miss) de John G. Blystone
- 1938 Têtes de pioche (Block-Heads) de John G. Blystone